# Rebeldes (álbum de Alex Anwandter)
Rebeldes es el primer álbum del cantante chileno Alex Anwandter bajo su nombre (después de su primer álbum debut como solista bajo el nombre de Odisea) lanzado en 2011 y coproducido junto a Cristián Heyne.

## Lista de canciones
Todas las canciones escritas y compuestas por Alex Anwandter. 
| Rebeldes |                                     |          |  |
| N.º      | Título                              | Duración |  |
| 1.       | «¿Cómo puedes vivir contigo mismo?» | 4:21     |  |
| 2.       | «Como una estrella»                 | 3:53     |  |
| 3.       | «Felicidad»                         | 3:36     |  |
| 4.       | «Que se acabe el mundo, por favor»  | 4:12     |  |
| 5.       | «Tatuaje»                           | 3:58     |  |
| 6.       | «Tormenta»                          | 5:26     |  |
| 7.       | «Shanana»                           | 4:26     |  |
| 8.       | «Rebeldes»                          | 3:26     |  |
| 9.       | «Fin de semana en el cielo»         | 4:12     |  |
| 36:10    |                                     |          |  |

## Personal
- Alex Anwandter: Voz, guitarras, productor, mezclas y arreglos.
- Juan Pablo Wasaff: Batería.
- Cristián Heyne: Productor, mezclas.
- Carlos Barros: Ingeniero de grabación y mezclas.
- Jim Brick: Masterización.
- Francisco Straub: Ingeniero de grabación.
- Rocío Aguirre: Fotografía.
- Jael Baltra: Diseño.
- Paulina Giustinianovich: Diseño.
- Kelley Polar: Guitarra clásica, arreglos en «Cómo puedes vivir contigo mismo?», «Como una estrella» y «Felicidad».[5]